# YIFM
La YIFM o bien la Young Irish Film Makers es una institución de formación y producción cinematográfica creada en 1991 para ayudar a los jóvenes de 13 a 20 años a hacer largometrajes digitales en el país europeo de Irlanda. En 1998 produjeron su primer largometraje "Bajo el árbol del espino" para Canal 4 y RTE. En 2002 YIFM estableció la Escuela de Cine Nacional de la Juventud para que los jóvenes de toda Irlanda y en el extranjero estuviesen cinco semanas en el proceso de rodaje de una película importante para la televisión. Dos películas producidas bajo la Escuela Nacional de Cine de Jóvenes, The Children (IMDb) y Stealaway (IMDb), han ganado premios en el Festival Internacional de Cine de Moondance.[cita requerida]